# 英格丽德·施密特
英格丽德·施密特（德語：Ingrid Schmidt，1945年3月3日—），德国女子游泳运动员。她曾代表德国联队参加1960年和1964年夏季奥林匹克运动会游泳比赛，其中1960年奥运会获得一枚铜牌。